# Place Jean Capart
Pour les articles homonymes, voir Jean Capart et Capart.
La place Jean Capart (en néerlandais : Jean Capartplein) est une place bruxelloise de la commune de Woluwe-Saint-Pierre en impasse qui débute Montagne au Chaudron sur une longueur totale de 65 mètres.

## Historique et description

### Origine du nom
Le nom de la place vient de Jean Capart, égyptologue, fondateur de la section égyptologique du Musée Art et Histoire, inhumé au cimetière de Woluwe-Saint-Pierre, qui habita longtemps l'ancienne avenue Verte, aujourd'hui l'avenue Roger Vandendriessche .